# Catoptria captiva
Catoptria captiva là một loài bướm đêm trong họ Crambidae.